# Toyota FJ Cruiser
O FJ Cruiser é um modelo off-road de estilo "retrô" da Toyota. É o sucessor do Toyota Bandeirante.